# Стефан Милошевич (чорногорський футболіст)
Стефан Милошевич (чорн. Stefan Milošević; 23 червня 1996) — чорногорський футболіст, півзахисник клубу «Альхесірас».
Виступав, зокрема, за клуби «Ловчен» та «Ком», а також молодіжну збірну Чорногорії.

## Клубна кар'єра
Народився 23 червня 1996 року. Вихованець футбольної школи клубу «Будучност». Дорослу футбольну кар'єру розпочав 2014 року в основній команді того ж клубу, в якій провів один сезон, взявши участь у 14 матчах чемпіонату. 
Протягом 2015—2016 років захищав кольори команди клубу «Рудар» (Плєвля).
Своєю грою за останню команду привернув увагу представників тренерського штабу клубу «Ловчен», до складу якого приєднався 2016 року. Відіграв у складі якого один сезон своєї ігрової кар'єри.
2016 року на правах оренди перейшов до клубу «Ком», у складі якого провів наступні два роки своєї кар'єри гравця. 
Протягом 2018—2019 років захищав кольори команди клубу «Іскра» (Даниловград).
До складу клубу «Васланд-Беверен» приєднався 2019 року. 17 березня 2019 відзначився хет-триком у матчі проти Стандард (Льєж). Станом на 16 травня 2019 року відіграв за беверенську команду 13 матчів в національному чемпіонаті.

## Виступи за збірні
2012 року дебютував у складі юнацької збірної Чорногорії, взяв участь у 10 іграх на юнацькому рівні, відзначившись 3 забитими голами.
Протягом 2018 року залучався до складу молодіжної збірної Чорногорії в складі якої провів один матч.

## Титули і досягнення
- Чемпіон Латвії (1):

«Рига»: 2020
- Володар Кубку Чорногорії (1):

«Будучност» (Подгориця): 2021-22